# Rohrbach an der Lafnitz
Rohrbach an der Lafnitz é um município da Áustria, situado no distrito de Hartberg-Fürstenfeld, no estado da Estíria. Tem 26,57 km² de área e sua população em 2019 foi estimada em 2.642 habitantes.